# Comuna Halciîn, Berdîciv
Halciîn (în ucraineană Гальчинська сільська рада) este o comună în raionul Berdîciv, regiunea Jîtomîr, Ucraina, formată din satele Halciîn (reședința) și Siomakî.

## Demografie
Componența lingvistică a satului Halciîn
     Ucraineană (97,29%)
     Rusă (2,33%)
Conform recensământului din 2001, majoritatea populației satului Halciîn era vorbitoare de ucraineană (97,29%), existând în minoritate și vorbitori de rusă (2,33%).